# 三十里铺镇 (阜阳市)
三十里铺镇，是中华人民共和国安徽省阜阳市颍州区下辖的一个乡镇级行政单位。

## 行政区划
三十里铺镇下辖以下地区：
三十里铺社区、洄溜社区、龙王村、岔路口村、唐寨村、大王新村、田园村、陈营村、左庄村、高楼村、园岭村和门楼村。